# クララ細胞
クララ細胞（くららさいぼう、英語: Clara cell）とは終末細気管支と呼吸細気管支の移行部に存在する無線毛細胞。細胞表面に短い微絨毛を有する。細胞質には分泌顆粒が存在し、開口分泌により放出される。1937年にオーストリアの解剖学者であるマックス・クララにより発見された。英語圏などでは後述の理由により現在ではクラブ細胞（英語: club cell）と呼ばれる。
クララ細胞は繊毛単純上皮に分布し、細気管支保護の為にしばしばグリコサミノグリカンを分泌する。細気管支細胞は杯細胞の減少に伴い増加する。
クララ細胞の主要な機能の一つに細気管支上皮細胞の保護が挙げられる。ウテログロビンタンパク質や、肺サーファクタントと似た成分の溶液など多様な分泌物を分泌する。また、滑面小胞体に位置するシトクロムP450酵素を用いて、胚に侵入した有害物質の無毒化も行う。クララ細胞は幹細胞としても振る舞い、増殖後に線毛細胞へと分化して細気管支上皮を再生する。

## 歴史
クララ細胞の名称は1937年に初報告したマックス・クララ（1899年-1966年）に由来する。クララはナチ党の熱心な党員であり、ナチス・ドイツによって処刑された被害者の組織を用いて研究（クララ細胞の発見を含む）を行っていた。2012年5月、主要な呼吸器専門誌（アメリカ胸部学会、ヨーロッパ呼吸器学会、アメリカ胸部医学会の雑誌を含む）の編集委員会はクララのエポニム使用継続は彼を称えるのと等しいと結論付け、2013年1月1日以降有効となる改名方針を発表した。2年間「クララ」の語は「クラブ細胞」の後にかっこ書きで記され、その後は「クララ細胞」および「クララ細胞分泌タンパク質」はそれぞれ「クラブ細胞」および「クラブ細胞分泌タンパク質」へと完全に置き換わるというものである。